# セント・アンドリュー教区 (バルバドス)
セント・アンドリュー教区（英語: Parish of Saint Andrew）はバルバドスの行政教区。島東部に位置し、北大西洋に面している。最大都市はベルプレーン。人口は5,139人（2010年国勢調査）で、同国の教区の中で最も少ない。
1645年に設置された。かつてはヴェストリー制により地方政府として機能していたが、1958年に新設された地区へ統合されて以降は行政機能は持っていない。2009年選挙区評議会法によると1つの選挙区評議会が設置されている。
名前の由来となった聖アンドリューはバルバドスと深い関わりを持っており、たとえばバルバドスの国章に聖アンデレ十字が登場する。

## 主要都市
- ベルプレーン（英語版）（Belleplaine）
- グリーンランド（Greenland）